# Demokratiskt val
Demokratiskt Val var ett kortlivat israeliskt parti, bildat i oktober 1999 av två parlamentsledamöter på Yisrael Ba'aliyahs vänsterflygel, Roman Bronfman och Alexander Tsinker, i protest mot regeringen Sharons motvilja mot sociala reformer.
Man kritiserade även den hårdhänta Palestinapolitiken under Operation Defensive Shield i april 2002.
I december 2003 gick Demokratiskt Val samman med Meretz och SHAHAR-rörelsen och bildade partiet Yachad.